# 浙江海宁污染抗议事件
浙江海宁污染抗议事件，官方稱為“9.15”环境污染群体性事件，是2011年9月15-17日发生于浙江省海宁市的群众抗议事件。起因为抗議晶科能源公司造成的環境污染，至少8000人與警察發生激烈衝突與打鬥。

## 背景
晶科能源為在美国上市的公司，生產太陽能光伏產品硅、電池片和一些零件。
晶科能源公司幾年來排放污水及毒氣致使當地一個叫红晓的村變成癌癥村，3000多村民中2011年有31人患癌6人患白血病，此村幾年來不斷向政府投訴環境污染的問題但始終不獲受理，但环保部门称村內2010年患癌人數為4人，2011年為2人，并拘留了在网上发帖的民众。海宁市袁花镇红晓村村民孙某(男，33岁)，于9月8日在互联网散布“8月底围绕该公司(晶科能源)落户的红晓村今年的体检报告出来了，竟然有6个白血病，31个癌症患者，而红晓村总共只有人口3300多人”等虚假不实信息并造成严重后果，现已被公安机关治安拘留。经卫生部门核实，红晓村2010年癌症发病人数为4人，2011年为2人。

## 後續
海宁市政府发言人沈向宏在星期六下午举行的新闻发布会上说，政府正在积极处理这起群体性事件，并承诺对环境污染实行零容忍政策。
沈向宏说：“部分村民因环境污染问题向浙江晶科能源公司讨要说法，由此引发群体性事件。目前，海宁正全力以赴组织力量进行处置。”
嘉兴市环保局局长章剑在微博中说，晶科能源公司在废渣、废水方面处理不规范，排水氟化物超标，对鱼群死亡负有直接责任。
据当地官方媒体的报道，环保部门今年4月就查出晶科能源的排污口出现超标现象，并要求企业进行整改。海宁市环保局副局长陈洪明说，现在政府责令公司立即停止导致污水外流的生产工序。
陈洪明说：“对这个晶科能源，我们现在已经责令企业部分生产车间停产整顿。整顿结束之后，经我们验收合格才能恢复生产。”